# Marcin Bisiorek
Marcin Walerian Bisiorek (ur. 16 kwietnia 1971 w Łodzi) – polski dziennikarz radiowy i telewizyjny.

## Życiorys
Jest absolwentem Wydziału Lekarskiego Uniwersytetu Medycznego w Łodzi. Od listopada 1996 do grudnia 1997 był na stażu lekarskim w Szpitalu Wojewódzkim im. M. Kopernika w Łodzi.
Od lutego 1993 do września 2000 szef muzyczny, DJ Radia Manhattan.
W latach 90. był członkiem i wokalistą zespołów Sex Guns, Heartburn i Lepiej Nie Pytaj.
Od września 2000 do października 2001 szef muzyczny Radia Eska Łódź. Od października 2001 do listopada 2007 dyrektor programowy Radia Eska Warszawa. Był dyrektorem artystycznym i prezenterem koncertów Eska Music Awards 2004–2008, Hity Na Czasie, Sopot Hit Festiwal i Szczecin Rock Festival. Juror w programie Fabryka Gwiazd emitowanym w 2008 roku na antenie Polsatu. Od kwietnia 2008 do czerwca 2009 był prezesem zarządu wytwórni płytowej Lemon Records. Od listopada 2008 do listopada 2013 był dyrektorem programowym Eski Rock, w której prowadził program Poduszkowiec.
26 września 2014 nadawanie rozpoczął kanał muzyczny Muzo.tv, a 20 października tego samego roku stacja radiowa Muzo.fm, w których Marcin Bisiorek został, odpowiednio szefem kanału i dyrektorem programowym. 26 maja 2017 roku kanał Muzo.tv zakończył działalność. Razem z Anną Nowaczyk został prowadzącym codziennego, porannego programu „Bisior i Anna” oraz programu autorskiego Happy Noise.
Funkcję dyrektora programowego Muzo.fm pełnił od 2014 do końca października 2022 roku. Po zakończeniu pracy w Muzo.fm pozostał w strukturach grupy Polsat Plus, w wolnych chwilach tworzy podcasty na platformie Mixcloud.
Od 2023 roku został stałym prowadzącym Radia 357, gdzie prowadzi programy Mam grać? i Happynoise. 22 lipca 2024 zadebiutował jako komentator w Szkle kontaktowym w TVN24.
Ma żonę Monikę i trzech synów Mateusza, Michała i Macieja.

## Filmografia
- 2000 – Bajland jako sprawozdawca radiowy[10]
- 2012 – udział w teledysku Irena do piosenki „Nie mówię głośno”
- 2014 – udział w teledysku Young Stadium Club do piosenki „Want U”